# 酒房乡 (施甸县)
酒房乡，是中华人民共和国云南省保山市施甸县下辖的一个乡镇级行政单位。

## 行政区划
酒房乡下辖以下地区：
酒房村、摆田村、梅子箐村、小寨村、里强村、垭口村、沙子村、后寨村、旧寨村和坪子地村。